# 이영창
이영창(李伶昶, 1993년 1월 10일 ~ )는 대한민국의 축구 선수이며 포지션은 골키퍼이다. 현재 충남 아산 FC 소속이다.

## 클럽 경력
2015년 충주 험멜에 입단한 이영창은 시즌 초중반 박청효와 황성민에 밀려 출전기회를 잡지 못하였지만, 11월 7일 상주 상무의 경기를 통해 데뷔전을 치렀으며, 충주의 2 : 1 승리를 이끌었다.
2016시즌 한해 주전 골키퍼로 활약하며 28경기에 출장하였다.
시즌 종료 후 팀이 해체되자 대전 시티즌으로 이적하였으며, 시즌 초에는 주전으로 출장했으나 시즌 중반부터 전수현에 밀리며 출장 기회를 잡지 못하였다.
2018시즌을 앞두고 부천 FC로 이적했다.
2021시즌을 앞두고 K3리그의 천안시 축구단으로 이적했다.